# Василена
Василена е българско женско име. Василена е женската форма на мъжкото име Васил. Тъй като Васил означава цар или царствен/царски (от гръцки: βασιλιάς), следва че Василена означава царица или царска.

## Личности
- Василена Атанасова, актриса и писателка